# Laura Oakley
Laura Oakley (10 de julho de 1879  - 30 de janeiro de 1957) foi uma atriz de cinema estadunidense da era do cinema mudo, que atuou em 68 filmes entre 1912 e 1920. Além de atuar, Oakley também escreveu roteiros curta-metragens para o cinema, em 1916.

## Biografia
Iniciou no cinema em 1912, e seu primeiro filme foi a comédia curta-metragem A Temperamental Husband, em 1912, pela Keystone Film Company, ao lado de Mabel Normand e Mack Sennett. Atuou em diversos curta-metragens pela Keystone, e pela Universal pictures, ao lado de William Garwood atuou em filmes como Lord John in New York e The Grey Sisterhood. Seu último filme foi o seriado The Vanishing Dagger, em 1920, pela Universal, ao lado de Eddie Polo.
Laura Oakley serviu como Chefe de Polícia na Universal City. Ela foi eleita chefe de polícia em 1913, logo após a Universal City ser incorporada, quando 8 das vagas de 28 cidades foram ganhas por mulheres. Pouco mais de um ano depois, ela foi empossada como agente da polícia de Los Angeles e recebeu o número 99.

## Vida pessoal e morte
Foi casada com o cinegrafista Milton Moore e com o ator Frank Newburg. Faleceu em 30 de janeiro de 1957, e seu túmulo está localizado no Altadena's Mountain View Cemetery and Mausoleum.

## Filmografia parcial
- The Vanishing Dagger (1920)
- Two-Gun Betty (1918)
- The Dumb Girl of Portici (1916)
- The League of the Future (1916)
- Their Act (1916)
- Shackles (1916)
- The Eye of Horus (1916)
- Three Fingered Jenny (1916)
- The Grey Sisterhood (1916)
- The Little Upstart (1915)
- Lord John in New York (1915)
- Lord John's Journal (1915)
- Dan Cupid: Fixer (1915)
- The Great Ruby Mystery (1915)
- The Rise and Fall of Officer 13 (1915)
- The Tale of His Pants (1915)
- An Idyll of the Hills (1915)
- The Human Menace (1915)
- The Black Box (1915)
- Changed Lives (1915)
- The Star of the Sea (1915)
- Her Escape (1914)
- Lights and Shadows (1914)
- Her Life's Story (1914)
- A Prince of Bavaria (1914)
- Don't Monkey with the Buzz Saw (1914)
- The Bingville Fire Department (1914)
- Fleeing from the Fleas (1914)
- A Disenchantment (1914)
- McBride's Bride (1914)
- Pawns of Destiny (1914)
- Gertie Gets the Cash (1914)
- The Seat of the Trouble (1914)
- Her First Arrest (1914)
- Hawkeye and the Cheese Mystery (1914)
- The Tale of a Dog (1914)
- The Saint and the Singer (1914)
- The Deuce and Two Pair (1914)
- Too Many Cooks (1914)
- The Romance of a Photograph (1914)
- Just Mother (1914)
- The Buccaneers (1913)
- Under the Black Flag (1913)
- Their Two Kids (1913)
- Memories (1913)
- The Fight Against Evil (1913)
- The Girl Ranchers (1913)
- Sally Scraggs: Housemaid (1913)
- When His Courage Failed (1913)
- The Power That Rules (1913)
- That Ragtime Band (1913)
- Heinze's Resurrection (1913)
- A Cowgirl Cinderella (1912)
- A Temperamental Husband (1912)